# 尾崎礼香
尾崎 礼香（おざき あやか、Ayaka Ozaki、1990年6月6日 - ）は、日本の女優・タレント・グラビアアイドルである。
大阪府出身。 ナインズプロモーション所属。ショーレストラン「美少女戦士セーラームーン -SHINING MOON TOKYO-」セーラージュピター／木野まこと 役。ミスFLASH2014グランプリ、「サマドルオーディション2016」グランプリ。
元人狼パフォーマンスユニット「BABYWOLF（ベイビーウルフ）」メンバー、元「Cheer♡1（チアワン）」メンバー、元「G☆Girls」リーダー、元「サマドル3期生」、元「ZSTガールズ」、元「スピーチーズ」メンバー。

## 来歴
大阪府豊能郡豊能町出身。大阪府立箕面高等学校出身。高校ではダンス部に所属。
2009年、神戸女子大学に入学するも、2010年、女優を志して上京。タレント養成所を経て2011年、有限会社えりオフィスに所属。キャラクターショーのお姉さんや映画等のエキストラとしてキャリアをスタート。
2012年、競輪専門・SPEEDチャンネルのキャンペーンユニット「スピーチーズ」の2期メンバーに選出。同期にはレースクイーンの春那美希と佐野真彩がいる。2013年3月24日、スピーチーズ卒業。
2013年5月、日テレジェニック2013候補生にエントリーするも、地上波進出は果たせなかった。8月にはアリスインプロジェクト「時空警察ヴェッカー1983」にて商業演劇としての初舞台を踏んだ。9月、「ミスFLASH2014」オーディションにエントリー。
2014年2月3日、加藤智子、Kagamiと共にミスFLASH2014グランプリに選ばれる。ミスFLASH2014授賞式では特技の縄跳びを披露していた。4月16日、初のイメージDVD「ミスFLASH2014 尾崎礼香」がリリースされた。同月19日、FLASH発のグラビアアイドルユニット「G☆Girls（ジー・ガールズ）」に加入（担当色：オレンジ）。11月26日、自身が録音に参加したG☆Girlsの5thシングル「RAINMAKER」がリリースされた。
2015年3月、ネオスターズへ移籍。4月12日、総合格闘技「ZST」のラウンドガール「ZSTガールズ」に就任（足利美弥とペア）。同月24日、G☆Girlsリーダー就任。7月には劇団時間制作の舞台「きっとまた明日はくる」にて初の主演を務めた。9月には演劇ユニット『爆走おとな小学生』の旗揚げ公演である、第一回全校集会「勇者セイヤンの物語（仮）」に出演した。
2016年3月、株式会社ウォークへ移籍。4月17日、昨年度に引き続きZSTガールズに就任（西原啓子とペア）。8月11日、武藤敬司が率いるプロレス団体「WRESTLE-1」公認応援ガールズユニット「Cheer♡1（チアワン）」に加入（担当色：緑）。8月29日、スマホ向けゲームアプリ「サマナーズウォー」の伝道師、サマドル3期生を選出する「サマドルオーディション2016」にエントリー。9月17日、花柚、庄司あやと共にグランプリを獲得。また同日の主催ライブをもってG☆Girlsを卒業。10月12日、ダウンロード販売が開始されたオリジナルビデオ「新・ヒロイン危機一髪!!08　神秘戦隊ガイアレンジャー（英題：New Heroine Grave Danger Mystic Force Gaia Ranger）」では本格アクションを披露している。
2017年1月27日、自身初のVR動画「【VR】act.1 apartment Days！ 尾崎礼香」の配信開始。2月24日、ZSTガールズ卒業。7月にはカラスカ企画公演カラ×ラボ「リーゼント総理」にてコメディ作品に初出演した。9月27日、「ハッピーサマナーズ！ 公式新生放送」をもってサマドル3期生を卒業。
2018年1月、MAIA STARSHIP「いやなんです あなたのいってしまふのが-智恵子抄より」にて朗読劇に初出演した。2月、DAMグラカラ（CQCQ / 神様、僕は気づいてしまった）にてグラビア映像配信開始。2月23日、人狼パフォーマンスユニット「BABYWOLF（ベイビーウルフ）」2期生に選出。4月より新潟総合テレビ「ムズムズ!!トゥナイト」（毎週金曜日22:52～22:56）にレギュラー出演。5月1日、台湾で発刊された「FHM 男人幫 國際中文版」に FHM GIRLS JAPAN として3年ぶりの雑誌グラビア掲載。
2019年1月27日、BABYWOLFと実弾生活とのコラボイベントにてコントを初披露。3月9日、BABYWOLFメンバーとして2年半ぶりにライブアイドルの活動再開。翌10日、Cheer♡1メンバーとして最後のオープニングアクト。同月17日のチアワン卒業イベントをもってCheer♡1を卒業。3月29日放映をもって「ムズムズ!!トゥナイト」番組終了。8月15日より麻布十番にオープンしたショーレストラン「美少女戦士セーラームーン -SHINING MOON TOKYO-」のステージショーにセーラージュピター／木野まこと 役として出演。
2020年2月27日以降、新型コロナウイルス流行の影響の影響で「美少女戦士セーラームーン -SHINING MOON TOKYO-」が休業（7月18日、再開叶わず閉店）。3月31日に上梓された書籍「腰痛・肩こり・ひざ痛にサヨナラ! 30秒ストレッチ」でストレッチ運動のモデルを務めた。4月23日、YouTubeチャンネル「尾崎礼香のあっかちゃんねる」を開設。おすすめ漫画紹介、踊ってみた、ゲーム実況などを不定期に配信。6月22日、23日、劇団Zooooom! 4th「不動産屋の恋」でZoomによるリモート劇に出演。
2022年12月をもって「BABYWOLF」を卒業。　
2023年2月、ナインズプロモーションへ移籍。7月、Threads開始。
2024年1月、YouTubeチャンネル「尾崎礼香のあっかちゃんねる」メンバーシップ開始。2月、Bluesky開始。

## 人物
特技は、3歳から19歳まで16年間習っていたクラシックバレエ、ダンス、縄跳び、お菓子作り。
趣味は漫画/アニメ鑑賞、ソーシャルゲームを含むコンピュータゲームで遊ぶこと、人狼、ボディメンテナンス。好きな漫画/アニメ/ゲームは、『美少女戦士セーラームーン』、『図書館戦争』、『薄桜鬼』、『ラブライブ!』、『アイドリッシュセブン』、『ユーリ!!! on ICE』、『ソードアート・オンライン』、『サマナーズウォー』など。また、『薄桜鬼』を通じて幕末史に強い関心を持っており、しばしば新選組ゆかりの地を巡る旅行をしている。
好物はアイスクリーム、イチゴ。

## 出演

### 劇・舞台
2013年
- アリスインプロジェクト「時空警察ヴェッカー1983」（2013年8月14日 - 18日、笹塚ファクトリー） 向島のえる 役

2014年
- もっと歴史を深く知りたくなるシリーズ「マルガリータ〜戦国の天使たち〜」（2014年9月27日 - 10月5日、EX THEATER ROPPONGI） 河合ステラ 役
- タンバリンプロデューサーズ「のぶニャがの野望 弐」（2014年11月19日 - 24日、新宿 シアターサンモール） ネコ巫女 役

2015年
- 劇団時間制作「きっとまた明日はくる」（2015年7月15日 - 20日、高円寺 明石スタジオ） 園谷千絵美 役 ※主演
- 演劇ユニット『爆走おとな小学生』第一回全校集会「勇者セイヤンの物語（仮）」（2015年9月11日 - 13日、学芸大学 千本桜ホール） プリン・アラモード（妖精） 役
- 演劇ユニット『爆走おとな小学生』第一回課外授業「私私私立下等高等学校〜3年1組異常科専攻〜」（2015年12月10日 - 13日、池袋 GEKIBA） じゅわいよくちゅーる・アスカ先生 役

2016年
- Mile Stone Vol.2「KIZUNA」（2016年2月3日 - 7日、中野 劇場MOMO） 中井麻里奈 役
- 演劇ユニット『爆走おとな小学生』第二回全校集会「勇者セイヤンの物語（真）」（2016年3月24日 - 27日、新宿村LIVE） 街の人3 役
- 演劇パフォーマンスユニット【六屋敷 三之助四左衛門助太郎九兵衛宗清】略名『六三四』第弐回本公演 「禁断の刃」（2016年5月12日 - 15日、中目黒キンケロ・シアター） キャサリン（米国から来た発明家） 役
- アリスインプロジェクト「時空警察クロノゲイザー」（2016年7月6日 - 10日、品川 六行会ホール） アルミ・ステンレス（アンドロイドの教師） 役
- メグルキカク第二回公演 「オカシな夜にキカイな涙」（2016年10月26日 - 30日、上野ストアハウス） 光山ミキ（高校2年生） 役
- D-RactoR プロデュース公演 「ユメノナカノウツツノナカノユメ」（2016年12月14日 - 18日、池袋 シアターグリーン BASETHEATER） 女子（ササキユウキ） 役

2017年
- タタカッテシネ 第4回公演「ボンゴレ・ビアンコ」（2017年1月25日 - 229日、学芸大学 千本桜ホール） 樋口あや 役（日替わりゲスト）
- 女々presents「エグ女3」（2017年2月28日 - 3月5日、学芸大学 千本桜ホール）真紀 役
- カラスカ企画公演カラ×ラボ「リーゼント総理」（2017年7月20日 - 23日、上野ストアハウス） 関根尚子（政治家秘書） 役
- 劇団骸骨ストリッパー calavera box vol.3「ベイビー・キングダム～序章～」（2017年10月12日 - 17日、南阿佐ヶ谷 ひつじ座） 次女・橙伽（トウカ） 役

2018年
- MAIA STARSHIP　朗読劇「いやなんです あなたのいってしまふのが-智恵子抄より」（2018年1月16日、17日、21日、shibuya gallery「Arc」）高村智恵子 役
- 舞台版『まいっちんぐマチコ先生』「まいっちんぐマチコ先生～こんな世界に誰がした??世直しバック・トゥ・ザ・ティーチャーの巻～」（2018年5月3日 - 6日、築地ブディストホール） 秋田小町（1980年の教師） 役
- 合同会社シザーブリッツ「レンアイドッグス」（2018年6月7日 - 17日、コフレリオ 新宿シアター） 西園寺まどか（元レディース総長の花屋） 役
- 劇団東京都鈴木区×シザーブリッツ・秋の宇宙祭り 舞台「翔べ！スペースノイド」（2018年10月10日 - 14日、上野ストアハウス） サミ（地球連邦軍中尉） 役
- 劇団SPACE☆TRIP 第14回公演「地球防衛レストラン2〜地上へ怒りの挑戦状！蘇った地底の記憶〜」（2018年12月13日 - 16日、Theater新宿スターフィールド） キャビン・アー（地底人のギャルソン） 役

2019年
- 『sublimation -水の記憶-』製作委員会「sublimation -水の記憶-」（2019年1月30日 - 2月3日、中落合 シアター風姿花伝） ミン・メイジー（自警団メンバー） 役
- ゆめまち劇場主催 舞台「マイティガール」（2019年3月27日 - 30日、浅草六区 ゆめまち劇場） コリン（本名：古林初枝、AI技術者） 役
- 舞台版『まいっちんぐマチコ先生』「～令和元年スタート！YOU タチニツグ！シン・ニホンジンハダレダ！の巻～ 」（2019年5月2日 - 6日、築地ブディストホール） 御湯屋銀子（くノ一） 役
- ステージショー「美少女戦士セーラームーン」（2019年8月15日 - 2020年2月26日、麻布十番 ショーレストラン「美少女戦士セーラームーン -SHINING MOON TOKYO-」） セーラージュピター／木野まこと  役

2020年
- 劇団Zooooom! 4th「不動産屋の恋」（2020年6月22日、23日、Zoomによるリモート劇） マコト　役
- 劇団骸骨ストリッパー(裏)「-less (レス)」（2020年10月7日 - 11日、中野 ザ・ポケット） 伊達暦　役
- M-SMILE キミに贈る朗読会「サトラレ～the reading～」（2020年12月12日、13日　Msmile BOX 渋谷）「サトラレの子」浩の母　役、「サトラレに向かない仕事」看護師/サトラレ対策委員/患者　役

2021年
- スタイルオフィスメディア　YouTube背神ドラマ「ネット怪談x百物語」シーズン6（51夜～60夜、2021年2月20日 - 4月3日）　五十死夜（54夜、3月4日）話者　Blanco　役 [19]
- フリスティエンターテインメント公演「ミライは僕等の手の中」（2021年5月19日 - 23日、池袋 シアターKASSAI） 中御門範子（当主の姉）　役
- おぶちゃpresents「Bittersweet Flowers」（2021年11月3日 - 7日、中野 劇場MOMO） 蘭由依香　役
- 「WAR→P! to クトゥルフ神話TPRG ONLINE 救世之宴」（2021年12月21日 - 26日、Zoomによるオンライン公演） 教団信者 久枝田姫子　役

2022年
- GIRLS VEAT 第3回公演「片翼乙女!!」（2022年5月12日 - 15日　Msmile BOX 渋谷）長野綾子（大学講師）　役
- フォーエスエンターテイメント　TOMOIKEプロデュース「あの壁の絵～キタナイ涙2022～」（2022年6月17日 - 19日　下北沢 小劇場B1）日比野カレン（謎の女）　役
- OLヴィーナスはちみつシアター LIVE VOL.13「Re:バーシブル」（2022年7月14日 - 16日　吉祥寺スターパインズカフェ）パブレンジャー レッド 役

2023年
- GIRLS VEAT 第4回公演「月虹乙女!!」（2023年1月26日 - 29日　Msmile BOX 渋谷）花山茜 (長女)　役
- Bee×Piiぷろでゅーす vol.1「Hey ばあちゃん！テレビ点けて！」（2023年6月28日 - 7月2日　Theater新宿スターフィールド）大山田結 (通信局　新人)　役
- OLヴィーナスはちみつシアター LIVE VOL.14「ミルクとセブン」（2023年9月28日 - 30日　吉祥寺スターパインズカフェ） チームミルク E（アンドロイド） 役

2024年
- END es PRODUCE「リベルテ Vol.26～2週連続リベルテ～」（2024年2月23日ナンバーズエヴァンジオン、3月3日リベルテ　両国 本所松坂亭劇場）即興劇
- 劇団皇帝ケチャップ 第17回本公演「あなただけがそこにいる」（2024年4月24日 - 28日　浅草九劇）　遠野理子（主人公の母（幽霊））役
- END es PRODUCE「リベルテ Vol.27」（2024年5月26日ナンバーズエヴァンジオン　両国 本所松坂亭劇場）即興劇
- OLヴィーナスはちみつシアター LIVE VOL.15「勝手にｘｘしちゃって」（2024年7月18日 - 20日　吉祥寺スターパインズカフェ）　夕雨（座敷童） 役

### 映画
- 「ランウェイ☆ビート」（2011年）通行人役
- 「Tokyo Loss」（2016年5月29日にプレミアム試写会、2018年公開予定）女の子を罵倒する役
- 「リングサイド・ストーリー」（2017年7月15日に「カリテ・ファンタスティック！シネマ・コレクション2017（カリコレ2017）」オープニング作品として上映、2017年10月14日公開）Cheer♡1メンバー 役
- 「TURNING POINT 4」（2023年11月11日特別上映会、2023年公開）和田清香 （芸能事務所マネージャー）役

### オリジナルビデオ
- 「新・ヒロイン危機一髪!!08　神秘戦隊ガイアレンジャー（英題：New Heroine Grave Danger Mystic Force Gaia Ranger）」（2016年10月12日（ダウンロード販売）・11月11日（DVD発売）、ZENピクチャーズ） ガイアブルー/鮎川美潮 役 ※ヒロイン

### テレビドラマ
- 「ナサケの女」（2010年、テレビ朝日）
- 「警視庁継続捜査班」（2010年、テレビ朝日）女子高生役と音大生役
- 「グランハイツ★ピーポー」（2016年2月、アイドル専門チャンネルPigoo）幸恵 役
- 「奪い愛、冬」（2017年1月27日、テレビ朝日）フラッシュモブダンスメンバー 役
- 「人は見た目が100パーセント」（2017年、フジテレビ）レギュラーEX
- 「フリンジマン～愛人の作り方教えます～」（2017年10月28日、テレビ東京）[20]　過去の山口詠美（如月アユ） 役
- 「コンフィデンスマンJP」（2018年5月28日、フジテレビ）朝礼を召集する役（声の出演）

### テレビ放送
- 「アイドルの穴〜日テレジェニックを探せ!〜」#1（2013年7月7日、日本テレビ）
- 「アウト×デラックスSP」（2015年、フジテレビ）再現V 峰なゆか 役
- 「東京オーディション(仮)」（2015年、TOKYO MX）
- 「Disco Train 盆フェス」（2016年9月、TOKYO MX）
- 「くりぃむしちゅーのハナタカ！優越館」（2017年～、テレビ朝日）再現V
- 「主治医が見つかる診療所」体と血管を柔らかくして健康になる（2017年7月17日、テレビ東京）全身柔らか手ぬぐい体操
- 「笑福亭鶴光のオールナイトニッポン.TV@J:COM」セクシーなじょなじょ 他（2017年11月16日、J:COMチャンネル）ゲスト
- 「住みまシュフラン」#6【長崎編】（2017年11月23日、KawaiianTV）ゲスト[21]
- 「林先生が驚く初耳学!」（2017年11月26日、毎日放送（TBS系列））ネット検索をする東大生（イメージ図）
- 「ムズムズ!!トゥナイト」（2018年4月～2019年3月 毎週金曜日22:52～22:56、新潟総合テレビ）レギュラー
- 「天才てれびくんYOU」（2018年10月1日、NHK Eテレ）プロポーズを受ける女性
- 「有田哲平の夢なら醒めないで」#50（2018年11月20日、TBSテレビ）再現V 根本弥生に因縁をつける女　役

### ラジオ放送
- 「大竹まこと ゴールデンラジオ!」（文化放送、2014年2月11日）ゲスト（kagamiと共に出演）[22]
- 「魂と器」（2019年5月4日、18日、6月1日、15日、20:00～21:00、COME ON! FM）「BEAT EMOTION」内ラジオドラマ
- 「すきラジ」（2024年2月8日、20:00～20:50、渋谷クロスFM）「チアチアFLASH」企画 歴代ミスFLASHを振り返るコーナー

### インターネット放送
- 「尾崎礼香　はーとふるレディオ」（2014年、毎週水曜日配信）MC
- 「サマナーズウォー公式新生放送　ハッピーサマナーズ！ 公式新生放送」（2016年10月～2017年9月、ニコニコ生放送）MC
- 「スポ1TV～directed by SUW～」（2016年11月～2017年8月 毎月第3金曜日20:00～21:00、WALLOP放送局）MC
- 「Cheer♡1の応援"生"ラジオ with 櫻田愛実」（2017年4月12日～ 毎週水曜日21:00～22:00、showroom）MC（メンバー持ち回り、初回は尾崎担当。）
- 「週刊WRESTLE-1 TV」（2017年4月14日～ 毎週金曜日配信、 YouTube）プレゼンター（Cheer♡1W-1チームメンバー持ち回り）
- 「お願い！ランキング」（テレビ朝日）連動「お願い！超選挙」（2016年11月3日、2017年4月6日、8月1日、9月13日、27日、AbemaTV）プレゼンター
- 「液体グルメバラエティー　たれ」連動プロジェクト「たれ美女百花」（2017年8月7日、 テレビ東京HP）[23]
- 「特命捜査官の推理ファイル」（2017年8月17日、ニコナナプラス）容疑者役
- 「柴田阿弥の金曜The NIGHT #44」（2017年8月19日、AbemaTV）プレゼンター
- 「わろかわ美人 by 夏木元みなみ #44」（2017年10月5日、WALLOP放送局）ゲスト
- 「私立人狼アイドル学園」（2018年2月～2022年12月、人狼スリアロチャンネル（ニコニコ生放送、 YouTube））ベイビーウルフメンバー
- 「【コスプレイヤー軍団】麻雀プロの人狼スリアロ村：第八十九幕」（2019年2月24日、人狼スリアロチャンネル（ニコニコ生放送））リゼロ エミリアのコスプレで参戦

### カラオケ配信
- DAMグラカラ「CQCQ / 神様、僕は気づいてしまった」 背景グラビア映像（2018年2月18日配信開始、第一興商）[24]

### イベント
- 「スピーチーズ」ライブパフォーマンス（2012年～2013年）
- 「第43回東京モーターショー」日産ブース コンパニオン（2013年11月23日 - 12月1日、東京ビッグサイト）
- 「「メタリカ・スルー・ザ・ネヴァー（英語版）」ブルーレイ＆DVD発売記念イベント」前説[25]（2014年4月2日、シネマート新宿）
- 「G☆Girls」ライブパフォーマンス（2014年～2016年）
- 「『エンガワ』〜尾崎礼香のお庭〜」バラエティイベント（2015年5月4日、新宿 バティオス）
- 総合格闘技「ZST」ラウンドガール（2015年～2017年）
- 「BELLIE HAIR SHOW -ECLIPSE-」ヘアーショー　モデル（2015年8月25日、渋谷 VUENOS）
- 「おれんじれもん」vol.1岩田詩帆とのトークイベント（ゲスト：中村まい）（2015年8月29日、東中野 バニラスタジオ）
- 「おれんじれもん」vol.2岩田詩帆とのトークイベント（シークレットゲスト：中村まい）（2015年11月1日、東中野 バニラスタジオ）
- 「おれんじれもんらいむ」vol.3岩田詩帆、中村まいとのトークイベント（2016年2月21日、東中野 バニラスタジオ）
- 「Cheer♡1（チアワン）」WRESTLE-1オープニングアクト（ダンスパフォーマンス）（2016年～2019年）
- 「スーパースポーツカーフェスタin沼津」イメージガール（2016年8月13日、キラメッセぬまづ）
- 「神木優ソロアクト 博品館公演 MOMOTARO with 津軽三味線奏者　久保田祐司」応援団（2016年9月24日、銀座 博品館劇場）[26]・前説（25日）
- 「W-1サマーフェスティバル」（2017年8月19日、大久保 GENスポーツパレス内 WRESTLE-1道場）
- 「WRESTLE-1冬フェス（仮）2017」（2017年12月23日、大久保 GENスポーツパレス内 WRESTLE-1道場）
- 「ベイビーウルフ遠足」人狼ゲーム等　(「私立人狼アイドル学園」公開収録）（2018年5月27日～、大塚 スリアロβスタジオ）[27]
- ベイビーウルフ x 実弾生活 「人狼と人間関係」コントと人狼ゲーム（2019年1月27日、7月28日、大塚 スリアロβスタジオ）
- おぶちゃpresents「Bittersweet Flowers」上映会（2022年4月3日、渋谷 ホシノテレカ(Cafe & Gallery)）
- 原田えりか1stイベント「はら∞ぶんめ。」（2022年7月17日、銀座 スタジオルアン）ゲスト

### CM
- COM2US「サマナーズウォー」TVCM（2017年7月）
- 「東京ディズニーセレブレーションホテル　おトクにパークの世界観を楽しめる3つのポイント 」企業HP（2018年2月）[28]
- 「スポーツで、からだ燃える 体脂肪燃焼・ダイエットに スポーツ飲料 燃やしま専科」企業HP（2021年2月）[29]
- 「みんなのフォーエルプロジェクト x 虹色侍ずま みんなの体型の悩みあるある歌ってみた!」企業HP（2022年11月）[30]

### 書籍・雑誌
- 「FLASH 」（2014年2月18日号、光文社）「発表! ミスFLASH2014 inバリ」ミスFLASH2014グラビア
- 「FLASH 」（2014年3月4日号、光文社）「尾崎礼香　MAXボディ」グラビア
- 「劇団四季ミュージカル『キャッツ』のすべて」（2014年9月20日発行、光文社女性ブックスNo.148）劇団四季の稽古を本気体験
- 「FLASH 」（2015年2月3日号、光文社）「ミスFLASH2014 卒業リレーグラビア　尾崎礼香」
- 「FLASHダイアモンド 」（2016年4月30日増刊号、光文社）「G☆Girlsが実食!!「水着で汗だくラーメン道」～超実力店６店を直撃～」
- 「ファイト&ライフ」Vol.54（2016年6月号、株式会社フィットネススポーツ）ラウンドガール&ライフ
- 「FHM 男人幫 國際中文版」Vol.215（2018年5月号、男人幫有限公司（台湾））FHM GIRLS JAPAN グラビア
- 「腰痛・肩こり・ひざ痛にサヨナラ! 30秒ストレッチ」（2020年3月31日、開発社）モデル
- 「京商ミニッツのすべて2023」（2023年4月28日発行、八重洲出版ヤエスメディアムック796）モデル
- 「京商ミニッツのすべて2024」（2024年4月22日発行、八重洲出版ヤエスメディアムック874）モデル（一部再掲）

### WEBコンテンツ
- 低脂肪カメラ vol.019「深夜のベリータルト」
- AllAbout FOR M #15「夏が恋しい尾崎礼香は秋の風とともに舞う」
- Smart FLASH「尾崎礼香」
- snow sound (Shigeki Hiratsuka) Artwoks「尾崎礼香」
- 尾崎礼香　グラカラ コメント映像
- 「FHM 男人幫 國際中文版」Vol.215 電子書籍プレビュー

## 作品
- DVD 成田栞&スピーチーズ「自分らしくShining / Sha・la・la♪」（2012年）
- DVD「ミスFLASH2014 尾崎礼香」（2014年4月16日発売、イーネット・フロンティア）
- CD G☆Girls「RAINMAKER」（2014年11月26日発売、South to North Records）
- 公演DVD 舞台「マルガリータ〜戦国の天使たち〜」（2014年、テレビ朝日ミュージック）
- 公演DVD 舞台「のぶニャがの野望 弐」（2015年、タンバリンステージ）
- フィギュア「ガールズショーケース 尾崎礼香（G☆Girls）」（2016年6月4日受注開始、rinkak）[31]
- DVD「新・ヒロイン危機一髪!!08　神秘戦隊ガイアレンジャー」（2016年11月11日発売、ZENピクチャーズ　2018年2月1日動画配信開始、DMM[32]）
- VR動画配信「【VR】act.1 apartment Days！ 尾崎礼香」（2017年1月27日配信開始、FANTASTICA）
- VR動画配信「【VR】act.2 apartment Days！ 尾崎礼香 僕のカノジョのおもてなし」（2017年5月19日配信開始、FANTASTICA）
- VR動画配信「【VR】act.3 apartment Days！ 尾崎礼香」（2017年7月21日配信開始、FANTASTICA）
- CD Cheer♡1「Ready Go!!!!!（才木玲佳入場曲）」（2017年10月）※ ジャケ写のみ、録音には参加していない
- 公演DVD 舞台「レンアイドッグス」（2018年、合同会社シザーブリッツ）[33]
- ポートレート展示「役者１００人展」（2018年12月25日 - 30日 渋谷 ギャラリー・ルデコにて、gekichap）
- DVD BABYWOLF「私立人狼学園」（2019年3月） PV、ベイビーウルフ×実弾生活「人狼と人間関係」夜の部を収録
- 公演DVD 舞台「翔べ！スペースノイド」（2019年、合同会社シザーブリッツ）[34]
- DVD BABYWOLF「Horror”パジャマ”Party」（2019年6月）PV、ベイビーウルフ 1st LIVE in TwinBox AKIHABARAを収録
- 公演DVD 舞台「sublimation -水の記憶-」（2019年、『sublimation -水の記憶-』製作委員会）